# Roperua lichenophora
Roperua lichenophora là một loài bướm đêm trong họ Noctuidae.